# Клястица (деревня)
Клястица (или Клястицы) — деревня в Невельском районе Псковской области России. Входит в состав Туричинской волости.

## География
Расположена к северо-западу от озера Неклочь, в 50 километрах к юго-западу от районного центра, города Невеля, и в 10 км к юго-западу от волостного центра, деревни Туричино. 

## Население
| 2001 | 2002 | 2010 |
| ---- | ---- | ---- |
| 38   | ↗42  | ↗47  |

Численность населения деревни по оценке на начало 2001 года 38 жителей.

## Транспорт
Деревня находится на железной дороге, участок Невель — Полоцк. Железнодорожная станция Клястица (Клястицы).